# Sân bay Yariguíes
Yariguíes Airport (IATA: EJA, ICAO: SKEJ) là một sân bay tọa lạc ở Barrancabermeja, Santander, Colombia.

## Các hãng hàng không và tuyến bay
- Avianca (Bogotá)
- EasyFly (Bogotá)